# Товарный знак

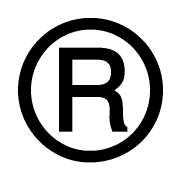
Знак правовой охраны товарного знака

Това́рный знак (также това́рная ма́рка или торго́вая ма́рка; обозначается «®» или «™») — обозначение, цель которого обеспечить различие между товарами или услугами разных предприятий. Товарный знак представляет собой охраняемое право интеллектуальной собственности.

## Виды товарных знаков
Товарные знаки могут быть изобразительными, словесными, комбинированными, звуковыми, трёхмерными — представляющими собой упаковку товаров или сами товары. Кроме того, могут быть, конечно, защищены и цветовые решения товарных знаков, то есть товарный знак защищается в той цветовой гамме, в которой он был подан на регистрацию.

## История товарных знаков
Товарные знаки существовали в древнем мире. Ещё 3000 лет назад индийские ремесленники имели обыкновение запечатлевать свои подписи на художественных творениях перед их отправкой в Персию. Позднее в употреблении находилось около тысячи различных римских гончарных клейм, включая фабричное клеймо FORTIS, которое стало настолько знаменитым, что его копировали и подделывали. 

Одна из первых торговых марок упакованных товаров — Vesuvinum (красное вино) — использовалась в Помпеях около 2000 лет тому назад. Название продукта образовано из латинских слов Vesuvius (Везувий) и vinum (вино). 
 
Сфера использования товарных знаков возросла в условиях процветающей торговли средних веков.

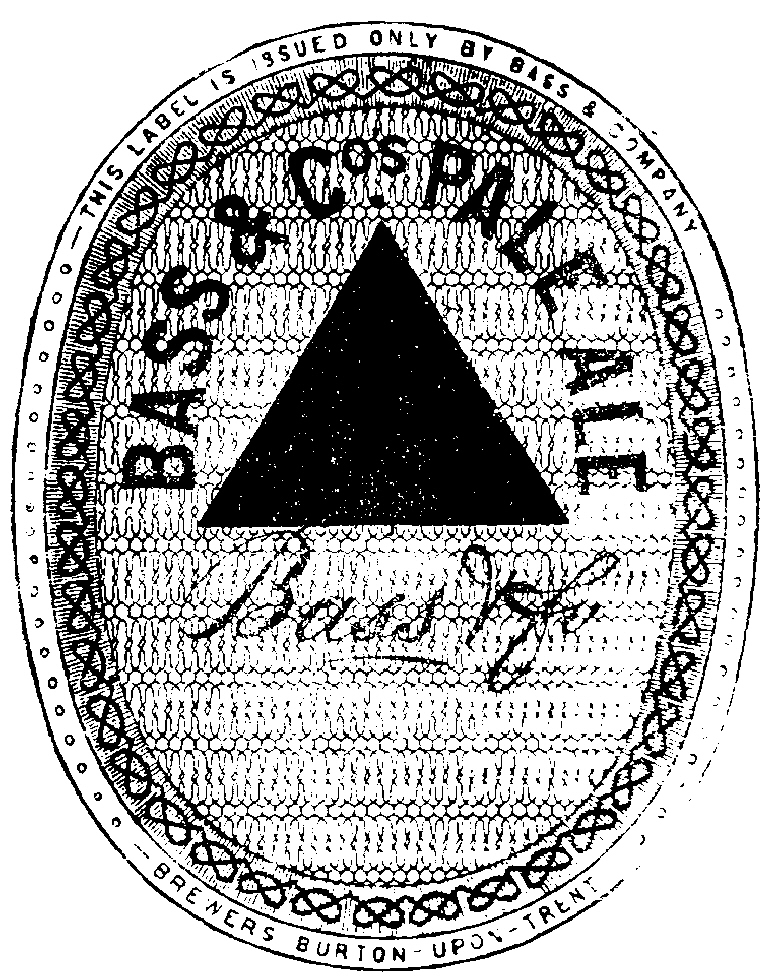
Первый товарный знак, зарегистрированный в Великобритании в 1876 году

Сегодня товарные знаки используются повсеместно. Растущая значимость товарных знаков в коммерческой деятельности обусловлена усиливающейся конкуренцией между фирмами, осуществляющими бизнес в более чем одной стране. Товарные знаки используются для того, чтобы облегчить потребителям идентификацию самих товаров и услуг, а также их качества и стоимости. Товарный знак можно рассматривать как инструмент связи, используемый производителями для привлечения клиентов. Так же, как и собственное имя индивида идентифицирует и отличает его от других индивидов, товарный знак выполняет основную функцию идентификации источника продукта и отличия этого продукта от продуктов из других источников.

### Товарный знак в дореволюционной России
Товарный знак удостоверяет происхождение товара от известного торгового или промышленного предприятия. Для возможности защиты товарных знаков от подделки требуется регистрация их в правительственных учреждениях. В России, по закону 1896 года свидетельство на товарный знак выдавалось отделом торговли министерства торговли и промышленности.

### Товарный знак в СССР и других социалистических странах
Порядок приобретения права на товарный знак, его использования и защиты определялся национальным законодательством (в частности, в СССР — постановлением Совета Министров СССР от 15 мая 1962 года «О товарных знаках»; Положением о товарных знаках, утверждённым Государственным комитетом Совета Министров СССР по делам изобретений и открытий 8 января 1974 года) и международными соглашениями, важнейшими из которых являются Парижская конвенция по охране промышленной собственности 1883 года и Мадридское соглашение о международной регистрации товарных знаков 1891 года (обе ратифицированы СССР).
Во всех социалистических странах исключительное право на товарный знак приобреталось путём его официальной регистрации (в СССР — в Государственном комитете Совета Министров СССР по делам изобретений и открытий).

## Использование
Регистрация права на товарный знак и знак обслуживания носит территориальный характер, то есть право на охрану своего товарного знака юридические лица и индивидуальные предприниматели получают только в тех странах, в которых они получили свидетельство о регистрации своего товарного знака в соответствующих регистрационных органах. Международная охрана, то есть получение единого охранного документа в нескольких странах, возможна, например на территории Европейского союза. Регистрация товарного знака в соответствии с Мадридским соглашением и протоколом к нему часто ошибочно называется международной регистрацией; на самом деле регистрации проводят национальные ведомства, международной (единой) является только заявка.
Правообладатель товарного знака может контролировать не любое использование своего товарного знака, а лишь использование его в гражданском обороте, в частности:
- на товарах, на этикетках, упаковках этих товаров, которые производятся, продаются, рекламируются или иным образом вводятся в гражданский оборот либо хранятся или перевозятся с этой целью;[8]
- «при выполнении работ, оказании услуг (в случае знака обслуживания);
- на документации, связанной с введением товаров в гражданский оборот;
- в предложениях к продаже товаров, выполнении работ, оказании услуг, а также в объявлениях, на вывесках и в рекламе;
- в сети Интернет, в частности, в доменном имени и при других способах адресации»[8].

Не подлежат контролю со стороны правообладателя такие виды использования товарного знака, как:
- упоминание его в нерекламных целях;
- использование на товарах, которые уже были введены в оборот самим правообладателем или с его согласия (например, при пользовании купленным товаром, на котором изображён товарный знак или при дальнейшей перепродаже такого товара) (для России и ряда стран — с большой оговоркой — если речь идет о введении на территории РФ, т. н. национальный принцип исчерпания прав);
- использование в личных целях;
- другие виды использования, не связанные с введением товаров (услуг) в гражданский оборот.

### В некоммерческих организациях
Исторически, на первых этапах использования товарных знаков те служили для защиты репутации правообладателя, то есть самого предпринимателя, источника происхождения товара. Но со временем товарные знаки стали использоваться не для различения правообладателей (производителей), а для различения самих товаров; они стали символом, поэтическим девизом, именем для создания в воображении потребителя реальных или воображаемых атрибутов товара. Поэтому товарные знаки сами по себе превратились в объекты имущественных отношений: теперь они могут быть предметами лицензионных и иных соглашений. Такая эволюция привела, в частности, к тому, что выступать правообладателем товарного знака теперь может не только предприниматель. Соответственно, лица и организации, для которых извлечение прибыли не является основной целью их деятельности (то есть некоммерческие организации), вправе использовать товарные знаки. 
Законодательство ряда стран (в частности, Франции, Германии, США) допускает, что права на товарный знак могут принадлежать не только предпринимателям. Законодательство РФ (в частности, п. 1 статьи 1477 ГК РФ) предусматривает, что товарными знаками вправе пользоваться юридические лица, а также индивидуальные предприниматели. Поскольку как коммерческие, так и некоммерческие организации могут быть юридическими лицами согласно п. 1 ст. 50 ГК РФ, и те, и другие вправе использовать товарные знаки. 
Например, религиозная организация вправе маркировать зарегистрированным товарным знаком свои публикации, сувениры, предметы культа и т. д., а также услуги в сфере духовного просвещения, обучения религии и т. п. Таким образом, использование товарного знака некоммерческой организацией не является основанием для признания всей её деятельности имеющей коммерческий характер.

## Россия и Украина

### Определение
Согласно российскому законодательству, обозначение (словесное, изобразительное, комбинированное или иное), «служащее для индивидуализации товаров юридических лиц или индивидуальных предпринимателей». Законом признаётся исключительное право на товарный знак, удостоверяемое свидетельством на товарный знак. Правообладатель товарного знака имеет право его использовать, им распоряжаться и запрещать его использование другими лицами (под «использованием» здесь подразумевается лишь использование в гражданском обороте и лишь в отношении соответствующих товаров и услуг, в отношении которых этот товарный знак зарегистрирован).
Право на товарные знаки составляет одну из разновидностей объектов сферы прав интеллектуальной собственности и относится к правам на средства индивидуализации юридических лиц, товаров, работ, услуг, предприятий и информационных систем (гл. 76 ГК РФ).
Незаконное использование товарного знака влечёт за собой гражданско-правовую (ст. 1515 ГК РФ), административную (ст. 14.10. КоАП РФ) и уголовную ответственность (ст. 180 УК РФ).
Товарный знак и знак обслуживания — это юридическая правильная терминология, принятая в Российской Федерации и некоторых других государствах СНГ. Использование этой терминологии в государствах СНГ получило широкое распространение в силу того, что национальные законодательства этих стран в той или иной мере копировали законодательство бывшего СССР.
Выражение «торговая марка» — дословный, прямой перевод англоязычных терминов «trademark» и/или «trade mark». В переводе с английского «trade mark» используется как синоним понятия «товарный знак». Хотя этот термин активно используется на бытовом уровне, в российской правовой системе верны только понятия «товарный знак» и «знак обслуживания». Именно они подлежат правовой охране.
Торговельна марка и знак для товарів і послуг — это юридическая правильная терминология, принятая в украинской правовой системе. При переводе на русский более правильным по смыслу, но сложным стилистически было бы словосочетание «марка для торговли». В русскоязычной бытовой речи на Украине более принято «торговая марка», а не «товарный знак». В свою очередь, в украинском языке особенно часто используется неточное с юридической точки зрения выражение «торговая марка», которое является точным переводом на украинский англоязычных терминов «trademark» и/или «trade mark».
Маркетинговое понятие бренд иногда на бытовом уровне используется в качестве синонима понятия «товарный знак» или «знак обслуживания», что является неверным, хотя товарный знак или знак обслуживания часто и являются основополагающей составляющей понятия бренда.

### Регистрация

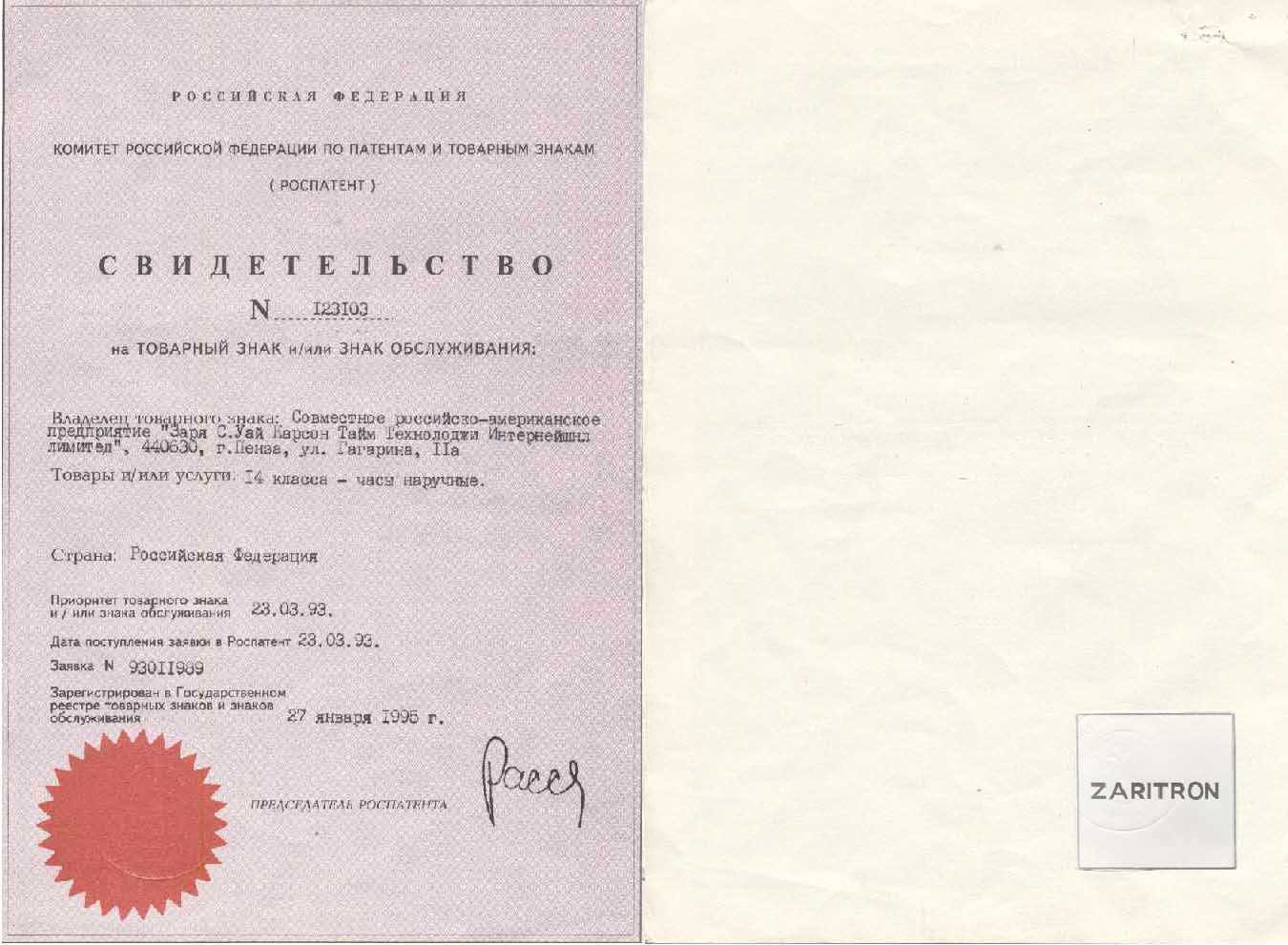
Свидетельство 1995 года на товарный знак «Zaritron»

Исключительные права на товарный знак возникают лишь после его регистрации в уполномоченном государственном органе. Использование вместо товарного знака незарегистрированного обозначения допускается, но никаких исключительных прав в этом случае не возникает.
В России орган, регистрирующий товарные знаки, — Федеральная служба по интеллектуальной собственности, ранее — Федеральной службы по интеллектуальной собственности, патентам и товарным знакам (Роспатент).
Каждый товарный знак регистрируется в отношении определённых товаров и услуг, распределенных по классам (чем больше классов, тем дороже регистрация). Всего таких классов на июль 2018 года 45 (34 — товаров и 11 — услуг), они установлены Международной классификацией товаров и услуг для регистрации знаков (МКТУ).
Далеко не любые тексты и изображения могут быть зарегистрированы в качестве товарного знака. Здесь есть целый ряд ограничений (см. ст. 1483 Гражданского кодекса Российской Федерации).
Одно из ограничений таково: не может быть зарегистрировано в качестве товарного знака обозначение, вошедшее во всеобщее употребление для указания товаров определённого вида, такими товарами являются, например, термос, макинтош, ксерокс. Есть ограничения в отношении прямого указания на вид, качество и свойство товара. Например, нельзя зарегистрировать товарный знак «компьютер» для вычислительной техники. Но при этом можно зарегистрировать такой товарный знак для других классов, например, для одежды, при условии, однако, что он не будет являться ложным для подобных товаров, то есть вводить потребителя в заблуждение относительно товара или его производителя.
Согласно отчёту Федеральной службы по интеллектуальной собственности (Роспатента) за 2012 год государственной экспертизой рассмотрено 57 528 заявок на регистрацию товарного знака. Из них по 15 698 заявкам (27 %) вынесено отрицательное решение.

## Этапы разработки и регистрации товарного знака
Разработка и последующая регистрация товарного знака имеет несколько чётко выделенных этапов, приведённых ниже. Также подробный алгоритм и описание процедуры приведены здесь.
1. Постановка цели позиционирования товара на рынке.
2. Определение основных элементов знака как символов отрасли или фирмы.
3. Выбор из ряда выполненных серий эскизов обозначения двух-трёх вариантов для проведения фокус-группы.
4. Постановка задачи для поиска выбранных в результате работы фокус-группы обозначений по фонду зарегистрированных в России товарных знаков и проведение поиска в базах данных «Роспатента» с выявлением сходных обозначений.
5. Сравнение выбранных эскизов с отобранной в результате поиска информацией. При необходимости — корректировка обозначения с целью избежать сходства с зарегистрированным обозначением.
6. Утверждение выбранного обозначения.
7. Работы по комплектованию заявки на товарный знак.
8. Подача обозначения на регистрацию в качестве товарного знака.
9. Делопроизводство по заявке на товарный знак.
10. Получение охранного документа (свидетельства) на товарный знак.
11. Юридическое сопровождение свидетельства на товарный знак.
12. Постановка зарегистрированного товарного знака на бухгалтерский учёт в качестве нематериального актива предприятия.

## Предупредительная маркировка
Предупредительная маркировка представляет собой специальное обозначение, сообщающее о том, что товарный знак зарегистрирован.
В качестве знаков предупредительной маркировки в мировой практике получили распространение:
- знак охраны «®»;
- буквенные сочетания «™» (сокращение от англ. trade mark);
- «℠» (сокращение от англ. service mark);

а также слова «Trademark», «Registered Trademark», «зарегистрированный знак», «Marque deposee», «Marca registrada».
Маркировка «®» («Registered») согласно мировой практике может быть использована только владельцами официально зарегистрированных товарных знаков. Символ ставится непосредственно справа вверху от изображения товарного знака.
Нанесение такого обозначения является правом, а не обязанностью владельца знака, что подкрепляется статьёй «5D» Парижской конвенции.
Обозначения «Trade mark», «TM» и «™» не регулируются законодательством в России. В зарубежных странах они обычно обозначают, что:
- заявка на товарный знак уже подана;
- при использовании этого наименования после регистрации товарного знака можно получить претензию правообладателя.

Маркировка «TM», согласно законодательству РФ не имеет правовой защиты, а выполняет лишь информативную функцию.

## Срок действия права на товарный знак
Свидетельство на товарный знак в РФ выдаётся сроком на 10 лет, а исключительное право на товарный знак действует в течение десяти лет с даты подачи в Роспатент заявки на его государственную регистрацию. В дальнейшем срок его действия по соответствующему заявлению его правообладателя, поданному в течение последнего года его действия, в регистрирующий орган и уплаты соответствующей государственной пошлины, может быть продлён ещё на 10 лет, и так неограниченное число раз.
Чтобы товарный знак приобрёл известность и признание, требуются значительные капиталовложения и, обычно, значительный период времени. Поэтому в интересах каждого, кто стремится использовать товарный знак — быть уверенным, что ему предоставляется охрана как ценному объекту интеллектуальной собственности.
Это зависит от законов о товарных знаках, однако наиболее общепринятым способом охраны товарного знака является его регистрация в Реестре товарных знаков, и большое число стран ставит эту регистрацию условием охраны товарных знаков. Сначала знак должен быть зарегистрирован, и как только он зарегистрирован, он охраняется, и его владелец имеет право воспрепятствовать другим лицам в его использовании.
| №  | Страна       | Патентное ведомство                                                                 | Срок действия | Дата отсчёта                                                                          |
| -- | ------------ | ----------------------------------------------------------------------------------- | ------------- | ------------------------------------------------------------------------------------- |
| 1  | Россия       | Федеральный институт промышленной собственности (Роспатент)                         | 10 лет        | с даты подачи заявки                                                                  |
| 2  | Казахстан    | Национальный институт интеллектуальной собственности (Казпатент)                    | 10 лет        | с даты подачи заявки                                                                  |
| 3  | Белоруссия   | Национальный центр интеллектуальной собственности (Белпатент)                       | 10 лет        | с даты подачи заявки                                                                  |
| 4  | Узбекистан   | Агентство по интеллектуальной собственности                                         | 10 лет        | с даты подачи заявки                                                                  |
| 5  | Кыргызстан   | Государственное агентство интеллектуальной собственности и инноваций (Кыргызпатент) | 10 лет        | с даты подачи заявки                                                                  |
| 6  | Таджикистан  | Национальный патентно-информационный центр Республики Таджикистан                   | 10 лет        | с даты подачи заявки                                                                  |
| 7  | Туркменистан | Государственная служба по интеллектуальной собственности (Туркменпатент)            | 10 лет        | с даты подачи заявки; по товарным знакам, поданным до 05.11.2008 — с даты регистрации |
| 8  | Азербайджан  | Агентство по интеллектуальной собственности                                         | 10 лет        | с даты предъявления претензионного документа (с даты подачи заявки)                   |
| 9  | Армения      | Агентство интеллектуальной собственности                                            | 10 лет        | с даты подачи заявки                                                                  |
| 10 | Грузия       | Национальный центр интеллектуальной собственности (Сакпатенти)                      | 10 лет        | с даты регистрации                                                                    |
| 11 | Украина      | Украинский институт интеллектуальной собственности (Укрпатент)                      | 10 лет        | с даты подачи заявки                                                                  |
| 12 | Молдова      | Государственное агентство по интеллектуальной собственности                         | 10 лет        | с даты подачи заявки                                                                  |
| 13 | Латвия       | Патентное ведомство Латвийской Республики                                           | 10 лет        | с даты подачи заявки                                                                  |
| 14 | Литва        | Государственное патентное бюро Республики Литва                                     | 10 лет        | с даты подачи заявки                                                                  |
| 15 | Эстония      | Патентный департамент Эстонии                                                       | 10 лет        | с даты подачи заявки; по товарным знакам, поданным до 01.04.2019 — с даты регистрации |

Однако регистрация не является единственным способом охраны товарного знака. В некоторых странах также охраняются незарегистрированные товарные знаки, однако это менее надёжная форма охраны, поскольку незарегистрированный товарный знак не защищён до тех пор, пока он не приобрёл достаточную узнаваемость и репутацию на рынке, на что может уйти значительное время после первоначального выпуска на рынок.
Если вы начинаете предлагать на рынке ваши продукты под новым товарным знаком, о котором никто не знает, этот товарный знак будет очень уязвимым. Можно претендовать на охрану, предоставляемую законами о недобросовестной конкуренции, однако в этом случае наиболее важным моментом является то, что знак должен приобрести репутацию.

## Особый статус товарных знаков

### Коллективный знак
Коллективный знак обычно принадлежит группе или ассоциации предприятий и используется для отличения их товаров или услуг от товаров и услуг других предприятий. Предназначен для информирования потребителей в отношении определённых конкретных свойств товара. Предприятие, использующее коллективный знак, может, кроме того, пользоваться своим собственным товарным знаком. Коллективный товарный знак охраняется в соответствии со ст. 1510 IV части ГК РФ. Коллективные товарные знаки и сертификационные знаки также охраняются в большинстве стран мира.

### Общеизвестный товарный знак
Общеизвестными товарными знаками в соответствии со ст. 1508 IV части ГК РФ признаются товарные знаки, ставшие широко известными в Российской Федерации среди соответствующих потребителей в отношении маркируемых ими товаров в результате своего интенсивного использования. Правовая охрана на общеизвестный товарный знак действует бессрочно.
Товарный знак может быть признан общеизвестным по решению соответствующих органов исполнительной власти по интеллектуальной собственности.
Не существует чёткого определения общеизвестного товарного знака. Также нет общей, чёткой схемы определения общеизвестности товарного знака. Однако должны быть определены факторы, которые следует рассматривать при определении, является знак общеизвестным или нет. Эти факторы включают степень известности или репутацию знака в соответствующем секторе потребления, а также срок действия, продление и географическое распространение использования данного знака.
В качестве одного из основных доказательств общеизвестности товарного знака могут быть использованы результаты социологического опроса, проведённого независимой специализированной организацией на основе рекомендаций «Роспатента», например, «Социологической службой МГУ», «ВЦИОМ».

## Международная защита товарного знака
В соответствии с законодательством РФ на территории РФ охраняются не только зарегистрированные товарные знаки, но и знаки в соответствии с международными договорами РФ. Российские юридические лица и граждане РФ в соответствии со ст. 1507 IV части ГК РФ «вправе зарегистрировать товарные знаки в иностранных государствах или осуществить его международную регистрацию». Заявки на такую регистрацию подаются через Федеральный орган исполнительной власти по интеллектуальной собственности.
Первые пять лет после международной регистрации товарного знака по Мадридской процедуре он является зависимым от национальной регистрации и следует её судьбе. В случае если по тем или иным причинам правовая охрана товарного знака в стране национальной регистрации будет прекращена, международная регистрация товарного знака также будет аннулирована.
Поскольку, как и все объекты интеллектуальной собственности, товарные знаки получают в конечном итоге территориальную охрану, по существу означающую, что их охрана предоставляется национальной регистрацией.
Существуют определённые системы региональной регистрации, которые упрощают регистрацию товарных знаков и, конечно, существуют международные договоры. Однако все эти системы, в конце концов, предполагают регистрацию знака в каждой отдельной стране и на каждой отдельной территории. Но помимо возможности регистрации товарных знаков в странах, их также можно зарегистрировать на таможенных территориях.
Существуют определённые территории, которые не признаются в качестве государств и не могут, например, стать членами ООН. Однако на этих территориях существует определённая административная структура, и регистрация товарных знаков может стать возможной. Хорошим примером является Гонконг, имеющий систему регистрации товарных знаков, отличающуюся от системы регистрации в Китайской Народной Республике.
ВОИС прилагает большие усилия к тому, чтобы сделать и национальные, и региональные системы регистрации товарных знаков более «дружественными», путём гармонизации и упрощения некоторых процедур.
В 1994 году был принят «Договор о законах по товарным знакам» (TLT), устанавливающий, какую информацию должны предоставлять граждане одного государства-участника, а также процедуры, которыми они должны пользоваться, для того, чтобы регистрировать товарные знаки в ведомстве по товарным знакам другого государства-участника.

## Иные виды знаков илисредств индивидуализации

### Сертификационный знак
Сертификационный знак не является товарным знаком, а указывает на то, что товары или услуги, в связи с которыми он используется, сертифицированы владельцем знака в отношении:
- происхождения;
- способа производства товаров;
- качества;
- или других характеристик.

Сертификационный знак может быть использован только в соответствии с определёнными стандартами. Законодательство о товарных знаках не распространяется на сертификационные знаки. Законом о техническом регулировании предусмотрена регистрация сертификационных знаков; такой знак, проставляемый на товаре/услуге, указывает на установленный стандарт, которому соответствует товар/услуга.
Основное различие между товарными знаками и сертификационными знаками состоит в том, что первые могут быть использованы только определёнными предприятиями, в том числе и членами ассоциации, владеющей коллективным знаком, в то время как последний может использоваться любым лицом, соблюдающим определённые стандарты.

### Фирменное наименование
Фирменное наименование охраняется в соответствии со ст. 1473 IV части ГК РФ. Фирменное наименование — это наименование, под которым коммерческая организация (юридическое лицо) выступает в гражданском обороте и которое определено в его «учредительных документах и было включено в единый государственный реестр юридических лиц при государственной регистрации юридического лица.» (п. 1 ст. 1473).
Не следует путать его с таким понятием как фирменный стиль (англ. corporate identity), который определяется как совокупность постоянных изобразительных, визуальных, информационных средств, с помощью которых фирма подчёркивает свою индивидуальность. При этом и фирменное наименование, и фирменный стиль широко используются при оформлении предлагаемых фирмой товаров, в качестве рекламы, ярлыков и используется как инструмент продвижения товаров и услуг фирмы на рынок, конкуренции, привлечения внимания покупателей и являются составляющими такого маркетингового понятия как «бренд». Юридическое лицо в соответствии с законодательством Российской Федерации (далее РФ) должно иметь полное наименование и может иметь сокращённое наименование на русском языке. Юридическому лицу принадлежит исключительное право использования своего фирменного наименования в качестве средства индивидуализации.

### Наименование места происхождения товара
Наименование места происхождения товара в соответствии со ст. 1516 IV части ГК РФ — обозначение, представляющее собой либо содержащее наименование страны, городского или сельского поселения, местности или географического объекта, а также обозначение, произошедшее от такого рода объектов, ставшее известным в отношении товара, особые свойства которого определяются характерными для данного географического объекта природными условиями или людскими факторами. На использование такого наименования может быть признано исключительное право производителей товара.
Примерами такого наименования может служить наименование коньяк (крепкий алкогольный напиток, производимый в одноименной французской провинции) или портвейн (вино, производимое в определённом регионе Португалии).

### Коммерческое обозначение
Коммерческое обозначение в соответствии со ст. 1538 IV части ГК РФ — это обозначения, используемые юридическими лицами и индивидуальными предпринимателями для индивидуализации принадлежащих им предприятий, при этом не являющимися их фирменными наименованиями, зарегистрированными в едином государственном реестре юридических лиц. Оно не подлежит обязательному включению в учредительные документы и единый государственный реестр юридических лиц.
Право на коммерческое обозначение может перейти к другому лицу только в составе предприятия, для индивидуализации которого такое обозначение используется. Предприятие может использовать своё коммерческое обозначение в порядке и на условиях, которые предусмотрены договором аренды предприятия или договором коммерческой концессии. У предприятия прекращается право на коммерческое обозначение, если оно не использует его непрерывно в течение года.